# あんドーナツ

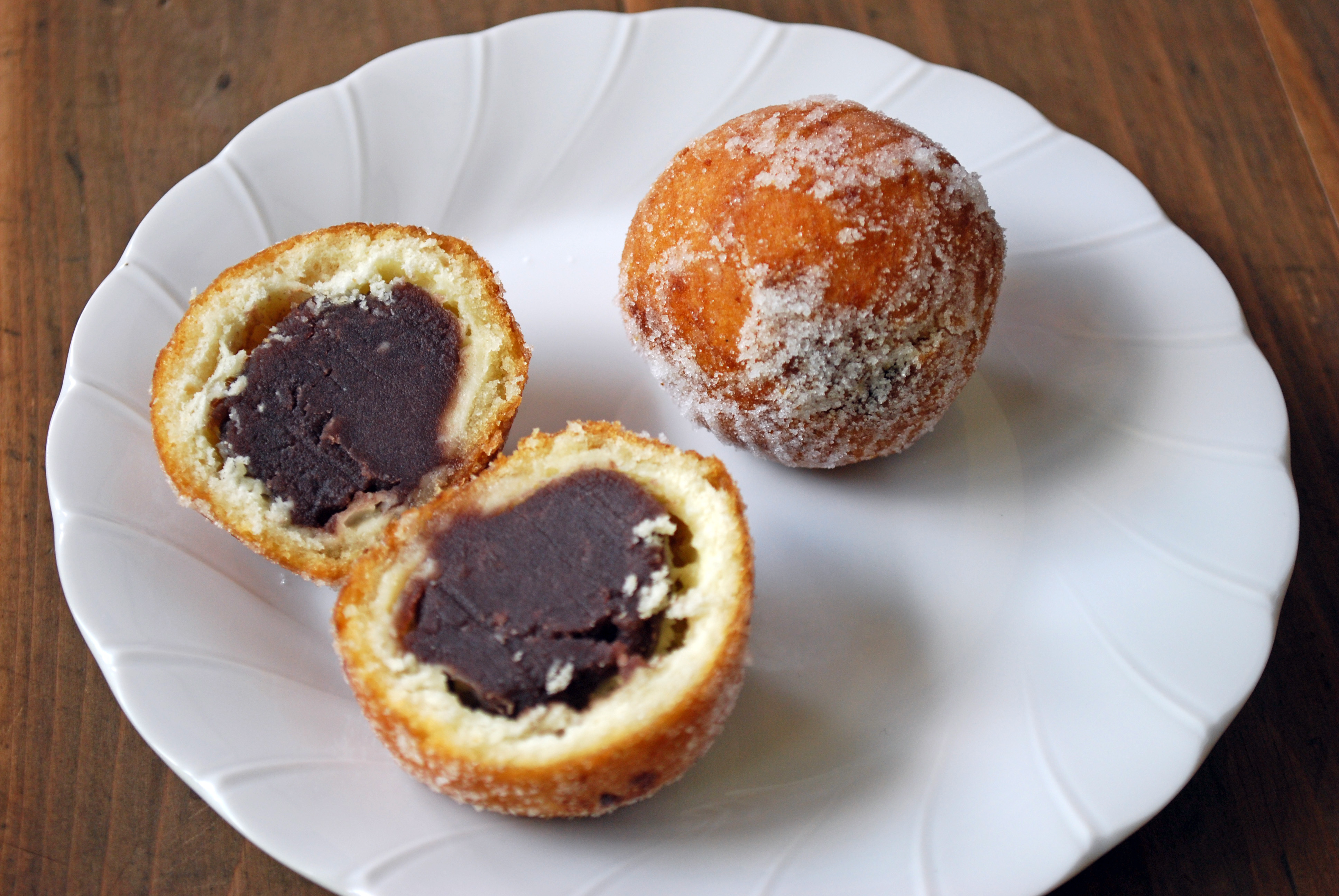
あんドーナツ

あんドーナツ（餡ドーナツ）は、日本風のドーナツの一種。揚げ菓子の一つ。

## 特徴
ドウ（小麦粉に水・砂糖・バター・卵等を混ぜた生地）で甘い餡を包み、油で揚げた菓子である。
包み込まれる餡は、粒餡・こし餡・小倉餡・白餡・うぐいす餡・芋餡など様々である。表面に砂糖（グラニュー糖等）がまぶされているものが多い。
中に甘い餡を包み込んでいる形態上、通常のドーナツのようなリング型やツイスト型のものは少なく、ほぼ球形もしくはあんパンを模した扁平球形をしているものが多い。